# Taedong (huyện)
Taedong (Hán Việt: Đại Đồng) là một huyện của tỉnh Pyongan Nam tại Cộng hòa Dân chủ Nhân dân Triều Tiên. Huyện cùng tên với con sông Đại Đồng, sông quan trọng nhất miền bắc bán đảo. Huyện giáp với Jungsan ở phía tây, giáp với Kangso và Chonrima ở phía nam, với Pyongwon ở phía bắc và giáp với Bình Nhưỡng ở phía đông. Năm 2008, dân số toàn huyện Taedong là 129.761 người (67.808 nam và 61.953 nữ), trong đó, dân cư đô thị là 50.380 người (38,8%) còn dân cư nông thôn là 79 381 người (61,2%).